# Gronau (Pinnau)
Die Gronau (auch: Drebeck) ist ein Bach bei Quickborn.

## Verlauf
Sie entspringt im westlichen Friedrichsgabe und fließt dann nach Nordwesten zwischen der eigentlichen Stadt Quickborn und dem Ortsteil Quickborn-Heide hindurch. Sie mündet im Norden von Quickborn auf Fluss-Km 23,7 in die Pinnau.
Etwa anderthalb Kilometer vor ihrer Mündung in die Pinnau durchfließt der Bach die Siedlung Gronau und nimmt dort die Krumbek auf. Zwischen dieser Siedlung und der Pinnau bildet die Gronau die Grenze zwischen Quickborn und Ellerau.